# ایزووروفو، استان هاسکوفو
ایزووروفو (به بلغاری: Izvorovo) روستایی در بلغارستان است که در استان خاسکوو واقع شده‌است.